# ORF 1
ORF 1 (ehemals FS 1, danach von 1992 bis 2011 und erneut seit 2019 ORF 1, von 2011 bis 2019 ORF eins) ist das erste Fernsehprogramm des Österreichischen Rundfunks (ORF).

## Geschichte
Das erste Programm des österreichischen Fernsehens wurde erst 1961 zur Unterscheidung vom neu gestarteten zweiten Programm FS 1 (Fernsehprogramm 1) genannt. 1992 wurde der Sender in ORF 1 umbenannt. Ab 8. Jänner 2011 wurde die Zahl in ORF eins ausgeschrieben.
2018 wurde bekannt, dass die Redaktionen von ORF eins und ORF 2 getrennt werden. Infolgedessen wurde Wolfgang Geier zum Chefredakteur von ORF eins bestellt, Lisa Totzauer wurde Channelmanagerin.
Im April 2019 wurde der Sender erneut in ORF 1 umbenannt.

## Programm
Der Sender zeigt ein 24-stündiges Vollprogramm, legt im Gegensatz zu ORF 2 aber einen Schwerpunkt auf Spielfilme und Serien. ORF 1 hat ein deutlich jüngeres Zielpublikum als ORF 2, so wird auch das Kinderprogramm des ORF, okidoki, auf ORF 1 ausgestrahlt. Weiters werden Sport-Übertragungen des ORF für ein breites Publikum (meistens Skisport, Formel 1, Fußball, Olympia) üblicherweise auf ORF 1 übertragen. Der ORF besitzt für viele Sportarten die exklusiven Ausstrahlungsrechte für Österreich, so wurde etwa im April 2011 der Vertrag über die Formel 1 bis mindestens 2014 verlängert. Die meisten Sportübertragungen werden für Sehbehinderte im Zweikanalton kommentiert.
Das Nachrichtenformat Zeit im Bild war bis zum 9. April 2007 parallel auf ORF 1 und ORF 2 zu sehen, ab dem 10. April wurde es auf ORF 1 allerdings durch Daily-Soaps ersetzt. Als Ersatz für die Zeit im Bild wird ab 20:00 Uhr ein Nachrichtenmagazin namens ZIB 20 ausgestrahlt. Auf dem ehemaligen Sendeplatz der Zeit im Bild war seit dem 11. Jänner 2010 ein Societyformat (Backstage, Chili) mit Dominic Heinzl zu sehen. Mittlerweile werden auf diesem Sendeplatz von Montag–Freitag Serien wie The Big Bang Theory gesendet. Am Samstag und Sonntag wird seit Juli 2018 mit Fußball eine Zusammenfassung der an diesem Tag ausgetragenen Spiele der österreichischen Bundesliga gezeigt. Dadurch wird am Sonntag das Sport-Magazin Sport am Sonntag meistens bereits ab 18:00 Uhr gesendet. Wenn die Sendung wie im Juli und Anfang August nicht ausgestrahlt wird oder später beginnt, da an diesem Tag keine Spiele in der Bundesliga stattfinden, laufen etliche Folgen der bekannten österreichischen Serie MA 2412. Zusätzlich werden mehrmals täglich unter dem Titel ZIB Flash Nachrichtenblöcke gesendet.
Die so genannte ORF 1 Prime Time (Spielfilme) ist oft parallel zu Ausstrahlungen auf deutschen Privat- und öffentlich-rechtlichen Sendern programmiert. Während das Unterbrechen von Programmteilen mit Werbung im deutschen Privatfernsehen üblich ist, beschränkt der ORF – von Programmsponsoring abgesehen – Werbeunterbrechungen auf große Sportereignisse, ganz selten wird in Spielfilme unterbrechungsfrei Werbung für Telefon-Gewinnspiele eingeblendet. So erfreut sich ORF 1 auch besonders bei jenen Zuschauern aus Deutschland, die ORF-Programme empfangen können, großer Beliebtheit.
ORF 1 lässt sich nur schwer mit dem deutschen Fernsehsender Das Erste vergleichen, da einerseits der zweite öffentlich-rechtliche Fernsehkanal ORF 2 im Unterschied zur Situation in Deutschland vom gleichen Fernsehsender bespielt wird und ein regionaler dritter Kanal fehlt. Andererseits treten aufgrund der Verbreitung im Kabel-TV und im frei empfangbaren Satellitenfernsehen vor allem die großen deutschen Privatsender als Konkurrenz in Österreich hervor. Umgekehrt fehlt der ORF durch die Verschlüsselung seiner Programme über Satellit auf dem restlichen deutschsprachigen Markt (seit 1998). ORF 1 positioniert sich daher als österreichisches Mainstream-Medium und wagt selten Experimente.

## Jugendschutz
Der ORF kennzeichnet, wenn nötig, sein Programm durch Hinzufügen eines Kürzels zum permanent eingeblendeten Sendernamen mit den Altersangaben 12+, 16+ oder 18+.
Leichte Kürzungen von Spielfilmen aufgrund von Jugendschutzrichtlinien kommen vor, tendenziell jedoch seltener als etwa in Deutschland.

## ORF 1 HD
Seit dem 23. Jänner 2008 sendete ORF 1 erstmals HD-Material aus. Bis zum 8. Jänner 2011 hieß der Sender ORF 1 HD; im Rahmen eines sogenannten Refreshments wurde er zu ORF eins HD umgebaut. Seit 26. April 2019 heißt der Sender erneut ORF 1 HD.

### Geschichte
Mit dem Schladminger Skirennen The Nightrace vom 23. Jänner 2008 erfolgte erstmals eine ORF-HDTV-Live-Übertragung. Mit dem Technikpartner Telekom Austria präsentierte man dazu in Eventform öffentlich den HDTV-Empfang in den ORF-Landesstudios. Mit einem Trailer, der Ausschnitte aus den Bereichen Sport, Film und Dokumentation zeigte, begann am 10. Mai 2008 für Haushalte mit freigeschalteter ORF-Karte erstmals ein offener HD-Testbetrieb.
Pünktlich zum Start der Fußball-EM in Österreich am 7. Juni 2008 schaltete der ORF am 2. Juni die hochauflösende Variante ORF 1 HD auf, damit Serien, Spielfilme und Sportevents in High Definition gezeigt werden können. Das Programm selbst unterscheidet sich nicht von der SD-Variante. ORF 1 HD wird im Vollbildformat 720p50 übertragen, das hinsichtlich senderseitiger Encodierung sowie Bildaufbereitung in handelsüblichen Flachbild-TV-Geräten Vorteile gegenüber dem Halbbildformat 1080i50 aufweist.
Seit dem 7. August 2011 ist ORF HD in der Schweiz bei Swisscom TV verfügbar sowie per Satellit verschlüsselt empfangbar.

### HD-Programm
Anfangs wurde fast ausschließlich hochskaliertes Material gesendet. In echtem HD wurden sportliche Großereignisse, ausgewählte Eigenproduktionen (Dancing Stars, Die Lottosieger, Schnell ermittelt, SOKO etc.), US-amerikanische Serien und Spielfilmpremieren übertragen. Mittlerweile wurde ein Großteil des Programms auf die HD-Produktion umgestellt und auch viele ältere Sendekopien von Serien und Filmen durch neue HD-Abtastungen ersetzt.

### Empfang
Der Sender kann seit 1. Juli 2009 digital und verschlüsselt über Astra empfangen werden.
- Satellit: Astra 19,2° Ost
- Downlink-Frequenz: 11,302 GHz
- Symbolrate (MS/s): 22000
- Fehlerschutz (FEC): 2/3
- Polarisation: Horizontal
- Modulation: 8PSK

Zuvor konnte man den Sender unter einem anderen Transponder empfangen werden (Frequenz: 10,832 GHz, Fehlerschutz (FEC): 5/6). Um den Umstieg zu erleichtern, blieb der frühere Transponder Ende September 2009 in Betrieb. Im italienischen Südtirol wird die HD-Version des Senders seit Mitte 2010 fast ausschließlich auf Kanal 59 in einem Gleichwellennetz bei einer Bitrate von ca. 10 Mbit/s von der Rundfunk-Anstalt Südtirol (RAS) unverschlüsselt über DVB-T empfangbar gemacht. Um den Sender dort empfangen zu können, genügt ein MPEG-4-fähiges Empfangsgerät.
ORF 1 ist in Österreich über SimpliTV als eines von drei kostenlosen HD-Programmen terrestrisch empfangbar, die technische Reichweite soll nach Angabe des Plattformbetreibers bei 90 Prozent liegen. Außerdem ist das Programm im Internet über IPTV-Anbieter und per Livestream empfangbar, außerhalb Österreichs aber für die meisten Sendungen durch Geo-Targeting blockiert.

## Programmlogos

Logo bis 1992 (weiße Schrift auf transparentem Hintergrund)
Logo von 1992 bis 2000
Logo von 5. Oktober 2000 bis 2005
Logo von August 2005 bis 8. Jänner 2011
Logo von ORF 1 HD bis 8. Jänner 2011
Logo von 8. Jänner 2011 bis 26. April 2019
Logo von ORFeins HD von 8. Jänner 2011 bis 26. April 2019
Logo von ORF 1 HD seit 26. April 2019
Logo von ORFeins UHD von 15. Juni 2018 bis 15. Juli 2018 (während der FIFA-Fußballweltmeisterschaft 2018)

Cornerlogo von 1992 bis 2000
Cornerlogo von 2000 bis 2005
Cornerlogo von August 2005 bis 8. Jänner 2011, ähnlich wie 1992er-Version, jedoch insgesamt etwas heller
Cornerlogo von ORF 1 HD bis 8. Jänner 2011
Cornerlogo von 8. Jänner 2011 bis 26. April 2019
Cornerlogo von ORFeins HD bis 26. April 2019
Cornerlogo von ORFeins UHD von 15. Juni 2018 bis 15. Juli 2018 (während der FIFA-Fußballweltmeisterschaft 2018)
Cornerlogo seit 26. April 2019
Cornerlogo von ORF 1 HD seit 26. April 2019

Im Rahmen eines Redesigns bekam ORF 1 am 5. Oktober 2000 eine neue Identität, die im Wesentlichen von einem beweglichen, gallertartigen grünen Quadrat mit der Ziffer 1, auch „Jelli“ genannt, geprägt war. Um ein Einbrennen des Logos in Plasmabildschirmen zu vermeiden, wurde die Sender-Kennung – im Bild rechts oben – ab 2005 nicht mehr grün gefärbt, sondern einheitlich grau. Außerdem sollte der so genannte „Ziegel“, das Anfang der Neunziger von Neville Brody entworfene aktuelle ORF-Logo, als Dachmarke verstärkt im Mittelpunkt stehen.
Das musikalische Design (Sound Identity) von ORF 1 wurde 2000 von dem Komponisten Hannes Bertolini gestaltet und bis auf minimale Veränderungen beibehalten.
Am 8. Jänner 2011 wurde ORF 1 in ORF eins umbenannt, die Ziffer „1“ wurde durch das Wort „eins“ ersetzt. Grundfarbe des neuen Corporate Designs war „Petrol“, ein Farbton in Cyan, die verwendete Schriftart war Gotham. Das Cornerlogo wechselte von rechts oben nach links oben. Akustisch war das zentrale Motiv ein „Dreiklang“, dem die gesprochene Ziffer „Eins“ folgte. Eine ähnliche „Refreshment“ genannte Änderung erfolgte am 9. Jänner 2012 für ORF 2.
Am 26. April 2019 wurde ORF eins erneut in ORF 1 umbenannt. Das Audio Design hierfür wurde vom Tiroler Komponisten Christoph Stock komponiert. Das neue Logo besteht aus dem Schriftzug „ORF“ mit einer darauf folgenden großen schwarzen „1“.